# 巴伊拉克塔尔红苹果无人机
巴伊拉克塔尔红苹果无人机（土耳其語：Bayraktar Kızılelma）是一型低可偵測性并具有舰上起降能力的喷气式无人战斗机，由土耳其巴伊卡尔公司开发。该机是土耳其MIUS项目（土耳其語：Muharip İnsansız Uçak Sistemi, 无人战斗航空器系统）的一部分。

## 命名
该无人机名称在土耳其语中直译为“红苹果”，后在土耳其文化中延申为“展望、远景”一类的民族主義象征意义，在埃尔多安的演讲中被多次提及。巴伊卡尔公司董事长兼首席技术官塞尔丘克·巴伊拉克塔尔表示，名称“红苹果”象征着“一个难以达到的目标，在即将实现时却远离而去”，借以形容长达二十年的无人机开发历程。

## 研制
2021年11月，巴伊卡尔公司与乌克兰伊夫琴科-进步设计局签订发动机供应合同，伊夫琴科-进步设计局和马达西奇公司将为土耳其MIUS项目提供AI-322F和AI-25TLT型涡扇发动机。
2022年3月，首架原型机开始进入组装线。2022年9月，该无人机原型在土耳其航空航天科技节（Teknofest）首次公开亮相。塞尔丘克·巴伊拉克塔尔在科技节上表示，尽管正值俄羅斯入侵烏克蘭，乌克兰方仍将继续提供航空发动机，红苹果无人机将采用三种发动机配置方案：1，单发AI-25TLT；2，单发AI-322F；3，双发AI-322F。
2022年11月，红苹果无人机开始在喬爾盧的阿肯哲飞行训练和测试中心进行地面测试。12月3日，进行了数秒的起落架离地飞行。12月14日，红苹果无人机成功完成首飞。首架原型机搭载一台伊夫琴科AI-25TLT涡扇发动机，能够以亚音速飞行。